# Karl Atz

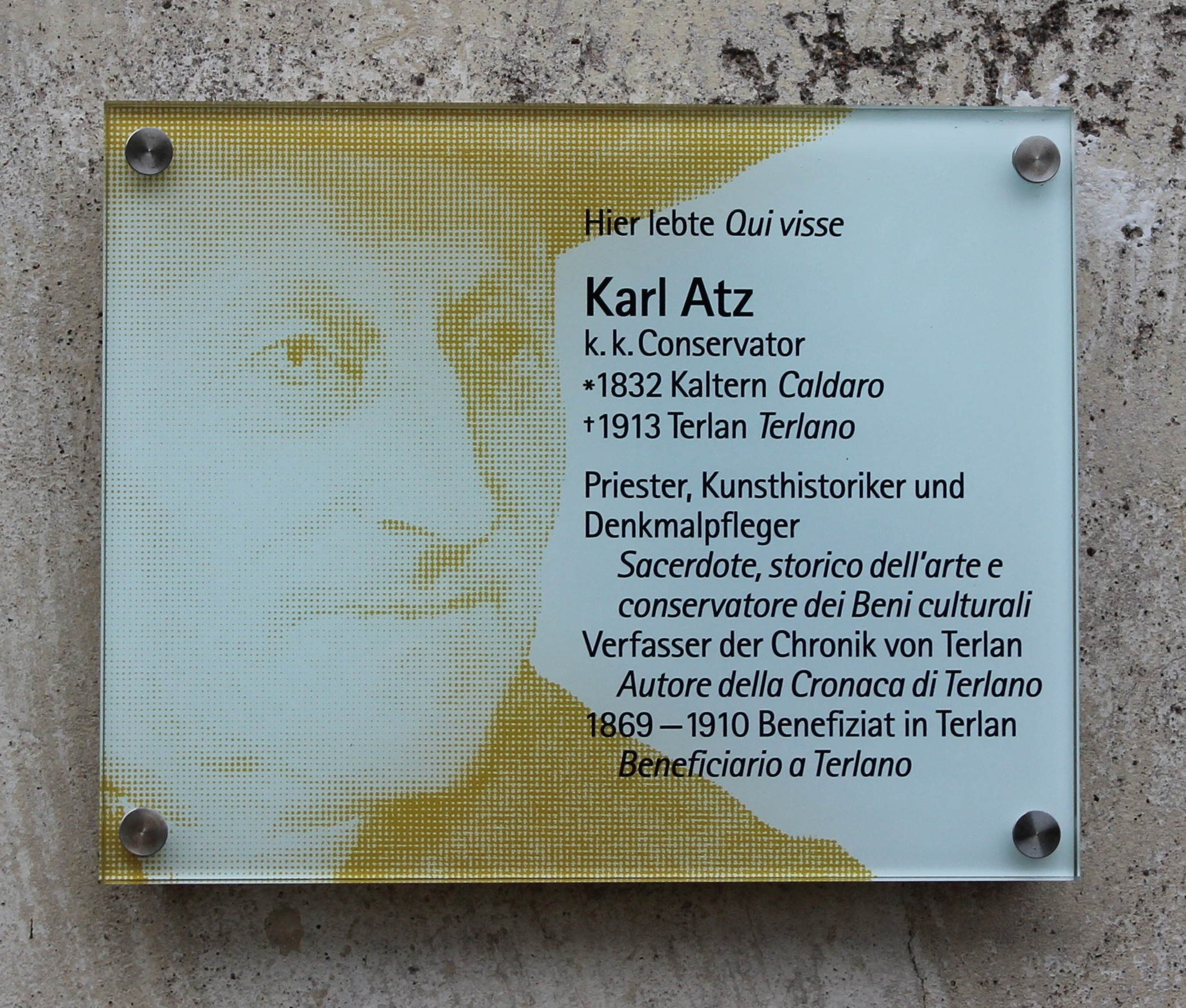
Plakette am Terlaner Benefiziatenhaus

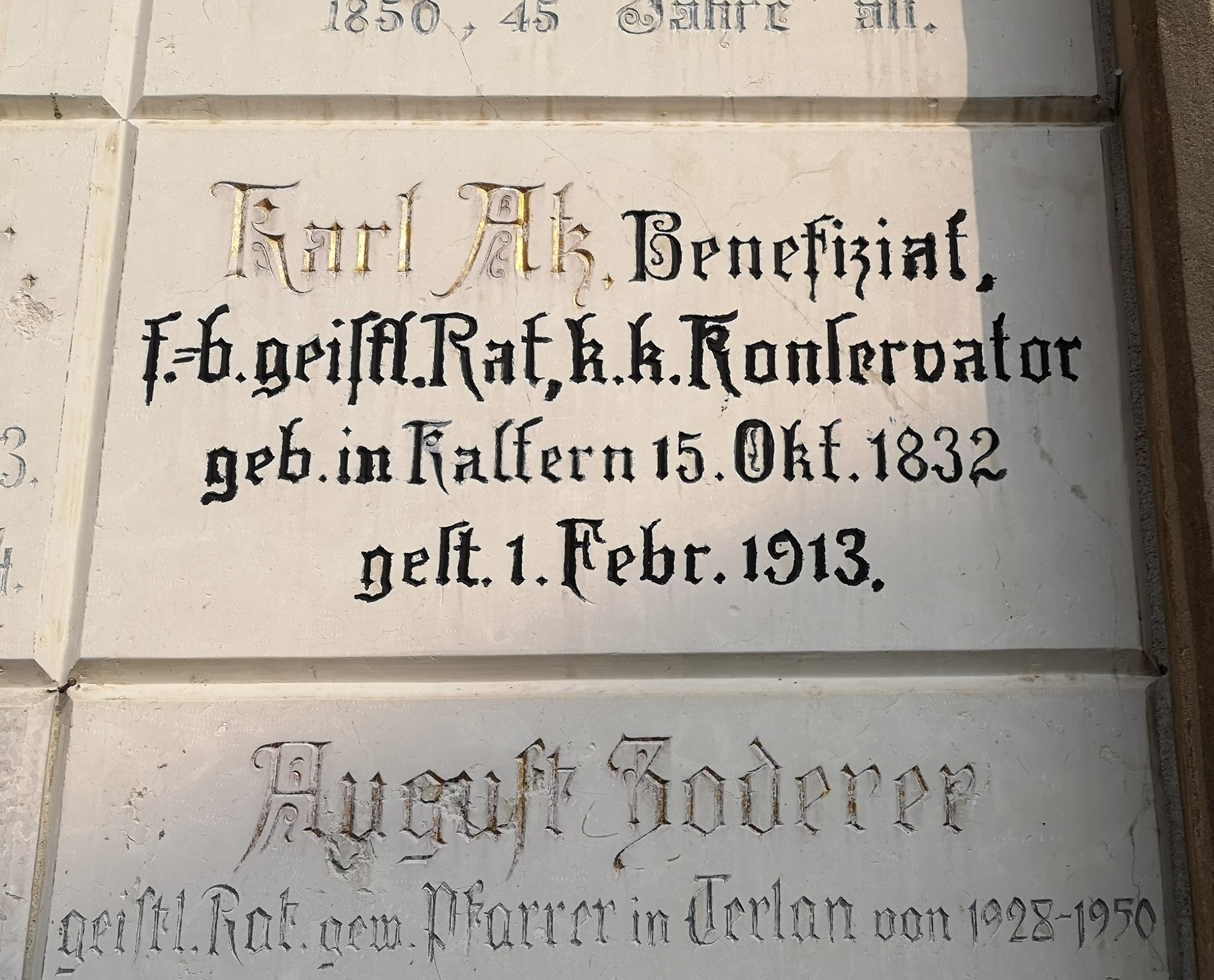
Gedenkstein für Karl Atz an der Begräbnisstätte der Terlaner Priester, Südseite der Pfarrkirche Terlan

Karl Atz (* 15. Oktober 1832 in Kaltern; † 1. Februar 1913 in Terlan) war ein Südtiroler Kunsthistoriker und katholischer Priester.
Karl Atz empfing 1857 die Priesterweihe, von 1857 bis 1868 und von 1869 bis 1910 war er als Seelsorger in Terlan tätig. Ab 1868 war er Benefiziat (Verantwortlicher für eine Pfründe) in Terlan.
Ab 1872 war er Vorstand des Bozener Kunst- und Museum-Vereins, ab 1875 Konservator für Kunst- und historische Denkmale und ab 1882 Gründungsobmann des Bozner Museumsvereins. Er gab 1866–1869 den „Kirchenfreund“, 1870–1873 und 1885–1901 den „Kunstfreund“ heraus.
Der Karl-Atz-Platz in Terlan ist nach ihm benannt worden.

## Schriften
- Die christliche Kunst in Wort und Bild, oder: ein practisches Handbuch zur Erforschung und Erhaltung der Kunstdenkmale mit mancherlei Fingerzeigen bei Restaurirungen oder neuen Werken. 2., vermehrte Auflage. Bozen: Selbstverlag 1884 (Digitalisat online bei Teßmann).
- Chronik von Terlan. Bozen: Auer 1901 (Digitalisat online bei Teßmann).
- Kunstgeschichte von Tirol und Vorarlberg. 2. Auflage. Innsbruck: Wagner 1909 (Digitalisat online bei Teßmann).
- Karl Atz, Philipp Neeb, Adelgott Schatz: Der deutsche Anteil des Bistums Trient. Topographisch-historisch-statistisch und archäologisch beschrieben, 5 Bände, Bozen: Ferrari-Auer 1903/10:
  - Band I: Das Decanat Bozen (Digitalisat online bei Teßmann);
  - Band II: Das Dekanat Neumarkt und Kaltern (Digitalisat online bei Teßmann);
  - Band III: Das Dekanat Sarntal, Klausen und Kastelrut (Digitalisat online bei Teßmann);
  - Band IV: Das Dekanat Lana und Meran (Digitalisat online bei Teßmann);
  - Band V: Das Dekanat Passeier und Schlanders (Digitalisat online bei Teßmann).